# Germanwings

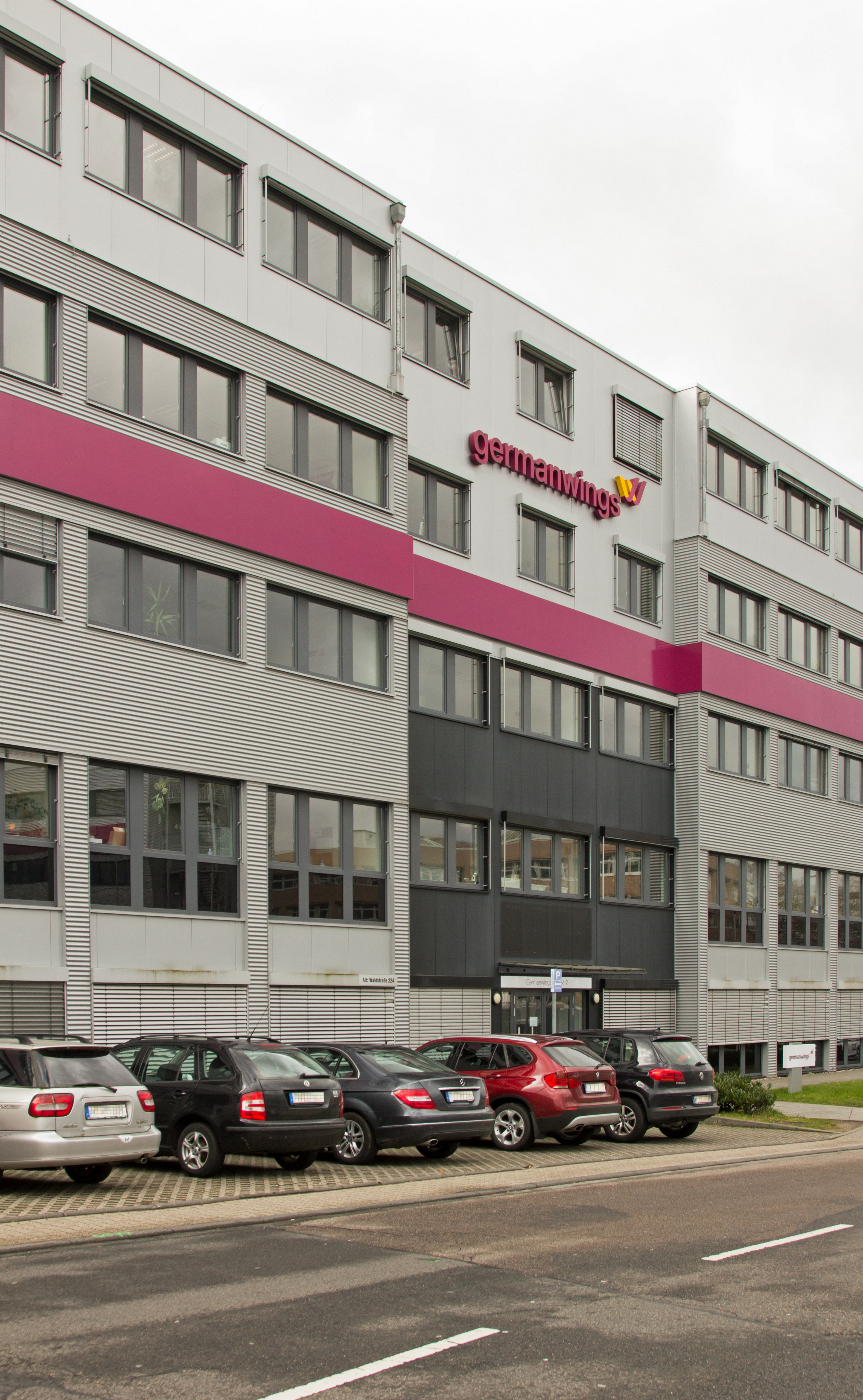
Siège de Germanwings à Cologne.

Germanwings GmbH (code IATA : 4U ; code OACI : GWI) est une ancienne compagnie aérienne à bas prix allemande, filiale de Lufthansa. Active de 2002 à 2020, sa plate-forme de correspondance principale était situé à l'aéroport Cologne/Bonn.

## Histoire
La compagnie commence son activité le 27 octobre 2002. À côté de sa plate-forme de correspondance principale situé à l'aéroport Cologne/Bonn, elle dispose également de bases aux aéroports de Stuttgart, de Berlin-Schönefeld, de Hanovre-Langenhagen et de Dortmund. La compagnie emploie 1 355 personnes, dont 966 en tant que personnel navigant, et a transporté 7,52 millions de passagers vers plus de 90 destinations, en 2011.

### Lenouveau Germanwings
À compter du 1er juillet 2013, l'ensemble des vols européens du groupe Lufthansa ne desservant pas les plates-formes de correspondances aéroportuaires de Francfort-sur-le-Main ou Munich sont transférés progressivement vers Germanwings. Une nouvelle grille tarifaire, une nouvelle livrée et un nouveau logo sont adoptés à l'occasion. Les anciens appareils Lufthansa, destinés à opérer dorénavant pour Germanwings, sont transférés progressivement à partir du lancement du programme. La flotte de Germanwings passe de 34 à environ 90 appareils, y compris ceux d'Eurowings, filiale, également, de Lufthansa.

### Disparition programmée
Le 22 septembre 2015, la maison mère de Germanwings, Lufthansa, annonce la disparition progressive de sa filiale à bas prix dans les trois prochaines années. Basée à l’aéroport de Cologne, la nouvelle compagnie à bas prix Eurowings servira de marque ombrelle pour les vols à bas prix des autres filiales du groupe, telles Germanwings jusqu’à sa disparition, Austrian Airlines et Swiss. Contrairement aux autres compagnies à bas prix en Europe, Eurowings assurera aussi bien des vols moyen-courriers que des destinations long-courriers. Lufthansa veut alors faire d'Eurowings « la troisième compagnie low cost en Europe dans les années à venir ».

### Fermeture de la filiale
La Lufthansa annonce le 7 avril 2020 la fermeture de sa filiale Germanwings, décision prise en raison de la pandémie de COVID-19 qui a mis les opérations passagers du groupe quasiment à l'arrêt.

## Flotte

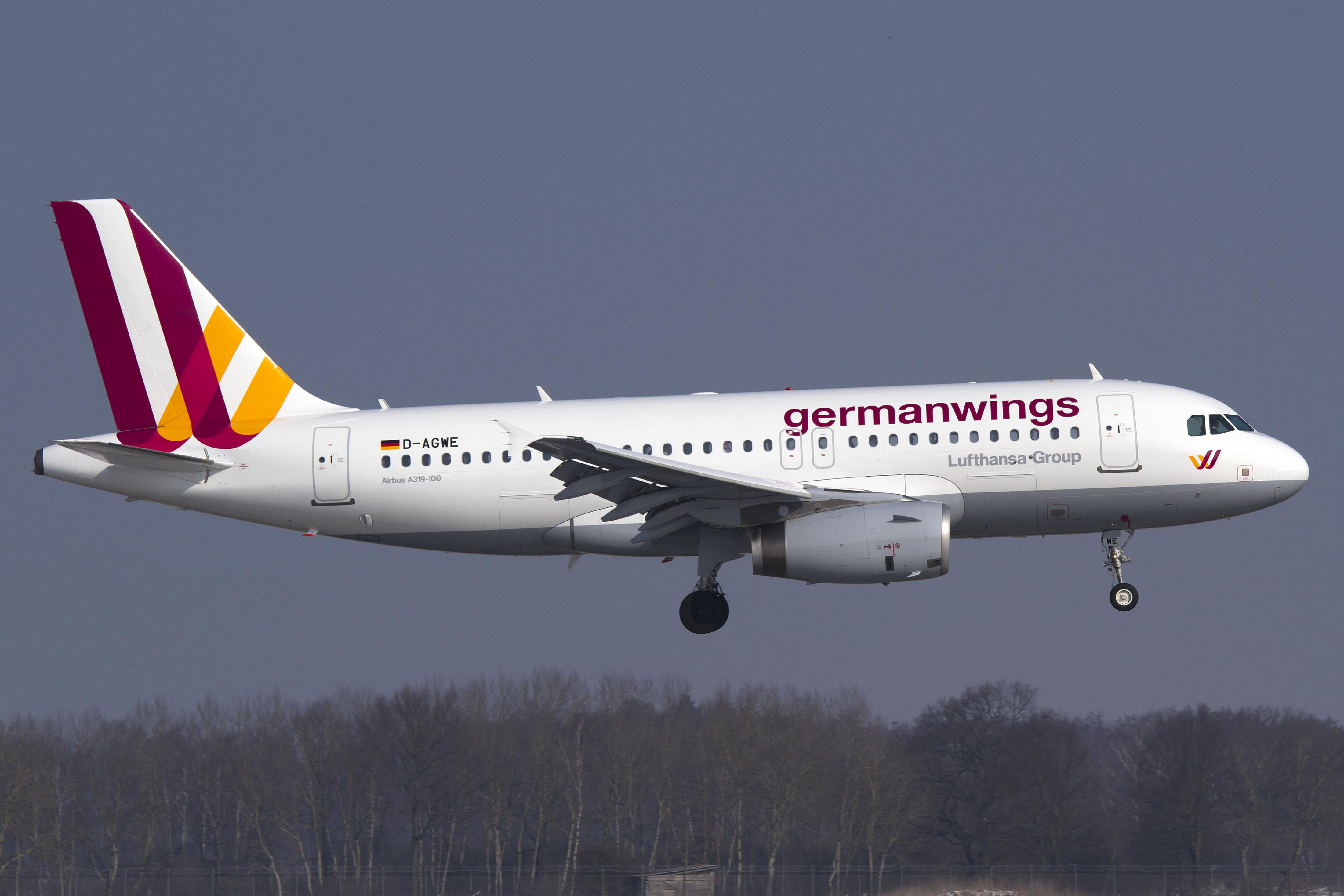
Airbus A319 de Germanwings, dans la livrée actuelle.

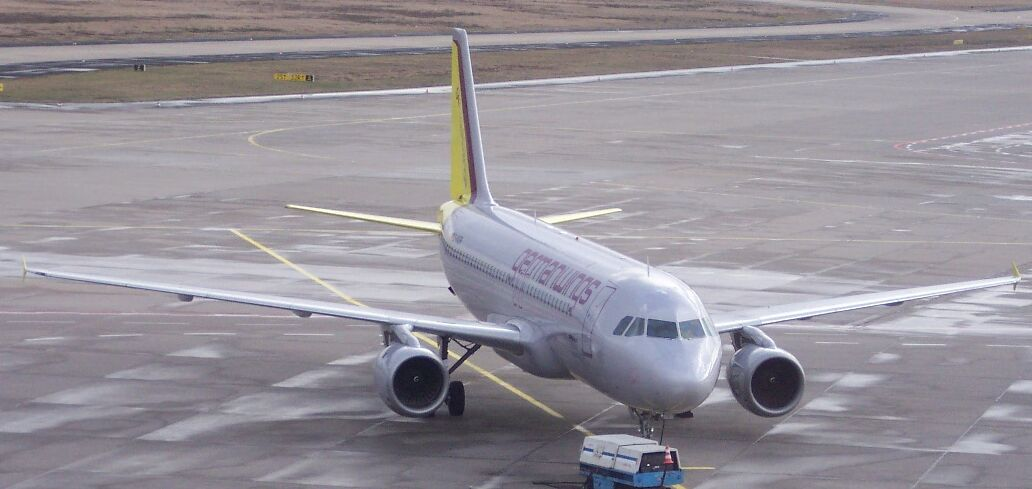
Airbus A320 aux anciennes couleurs de la compagnie.

En février 2020, les appareils suivants sont en service au sein de la flotte de Germanwings:
| Type            | En service | Commandes | Remarques                            |
| --------------- | ---------- | --------- | ------------------------------------ |
| Airbus A319-100 | 14         | —         | En cours de transfert vers Eurowings |
| Total           | 14         | —         |                                      |

## Accidents et incidents
Le 24 mars 2015, un Airbus A320 immatriculé D-AIPX appartenant à la compagnie allemande s'est écrasé dans le massif des Trois-Évêchés dans les Alpes-de-Haute-Provence alors qu'il assurait le vol 9525 entre Barcelone et Düsseldorf. Cet accident fera tous les 150 morts à bord . Il n'y a pas de survivant. L'enquête révèle qu'Andreas Lubitz, le copilote, a causé volontairement l'écrasement de l’appareil.